# Saison 2021-2022 de la LHOu
Saison précédente Saison suivante
La saison 2021-2022 est la 56e saison de hockey sur glace de la Ligue de hockey de l'Ouest. La saison régulière débute le 1er octobre 2021 et se termine le 17 avril 2022.

## Saison régulière

### Classement

#### Conférence de l'Est
| Clt   | Équipe                   | PJ | V  | D  | DP | DF | BP  | BC  | Pts |
| ----- | ------------------------ | -- | -- | -- | -- | -- | --- | --- | --- |
| +001, | Ice de Winnipeg          | 68 | 53 | 10 | 3  | 2  | 317 | 152 | 111 |
| +002, | Warriors de Moose Jaw    | 68 | 37 | 24 | 4  | 3  | 251 | 221 | 81  |
| +003, | Blades de Saskatoon      | 68 | 38 | 26 | 3  | 1  | 219 | 217 | 80  |
| +004, | Wheat Kings de Brandon   | 68 | 35 | 28 | 3  | 2  | 218 | 242 | 75  |
| +005, | Raiders de Prince Albert | 68 | 28 | 35 | 4  | 1  | 194 | 225 | 61  |
| +006, | Pats de Regina           | 68 | 27 | 36 | 3  | 2  | 240 | 277 | 59  |

- En gras : champion de la ligue
- En italique : qualifié pour les séries éliminatoires

| Clt   | Équipe                   | PJ | V  | D  | DP | DF | BP  | BC  | Pts |
| ----- | ------------------------ | -- | -- | -- | -- | -- | --- | --- | --- |
| +001, | Oil Kings d'Edmonton     | 68 | 50 | 14 | 3  | 1  | 295 | 182 | 104 |
| +002, | Rebels de Red Deer       | 68 | 45 | 19 | 2  | 2  | 264 | 188 | 94  |
| +003, | Hurricanes de Lethbridge | 68 | 33 | 30 | 4  | 1  | 216 | 238 | 71  |
| +004, | Hitmen de Calgary        | 68 | 25 | 34 | 7  | 2  | 183 | 229 | 59  |
| +005, | Broncos de Swift Current | 68 | 26 | 35 | 5  | 2  | 181 | 246 | 59  |
| +006, | Tigers de Medicine Hat   | 68 | 11 | 53 | 3  | 1  | 154 | 315 | 26  |

- En gras : vainqueur de la division
- En italique : qualifié pour les séries éliminatoires

#### Conférence de l'Ouest
| Clt   | Équipe                   | PJ | V  | D  | DP | DF | BP  | BC  | Pts |
| ----- | ------------------------ | -- | -- | -- | -- | -- | --- | --- | --- |
| +001, | Blazers de Kamloops      | 68 | 48 | 17 | 3  | 0  | 287 | 176 | 99  |
| +002, | Rockets de Kelowna       | 68 | 42 | 20 | 1  | 5  | 250 | 207 | 90  |
| +003, | Cougars de Prince George | 68 | 24 | 39 | 4  | 1  | 177 | 240 | 53  |
| +004, | Giants de Vancouver      | 68 | 24 | 39 | 5  | 0  | 185 | 254 | 53  |
| +005, | Royals de Victoria       | 68 | 23 | 39 | 5  | 1  | 193 | 275 | 52  |

- En gras : vainqueur de la division
- En italique : qualifié pour les séries éliminatoires

| Clt   | Équipe                  | PJ | V  | D  | DP | DF | BP  | BC  | Pts |
| ----- | ----------------------- | -- | -- | -- | -- | -- | --- | --- | --- |
| +001, | Silvertips d'Everett    | 68 | 45 | 13 | 5  | 5  | 280 | 190 | 100 |
| +002, | Winterhawks de Portland | 68 | 47 | 16 | 3  | 2  | 298 | 192 | 99  |
| +003, | Thunderbirds de Seattle | 68 | 44 | 18 | 4  | 2  | 271 | 179 | 94  |
| +004, | Chiefs de Spokane       | 68 | 24 | 39 | 4  | 1  | 188 | 289 | 53  |
| +005, | Americans de Tri-City   | 68 | 19 | 43 | 6  | 0  | 179 | 306 | 44  |

- En gras : champion de Conférence
- En italique : qualifié pour les séries éliminatoires

### Meilleurs pointeurs
| Nom             | Équipe                  | PJ | B  | A  | Pts | Pun |
| --------------- | ----------------------- | -- | -- | -- | --- | --- |
| Arshdeep Bains  | Rebels de Red Deer      | 68 | 43 | 69 | 112 | 56  |
| Ben King        | Rebels de Red Deer      | 68 | 52 | 53 | 105 | 57  |
| Logan Stankoven | Blazers de Kamloops     | 59 | 45 | 59 | 104 | 16  |
| Connor Bedard   | Pats de Regina          | 62 | 51 | 49 | 100 | 42  |
| Kyle Crnkovic   | Blades de Saskatoon     | 68 | 39 | 55 | 94  | 20  |
| Dylan Guenther  | Oil Kings d'Edmonton    | 59 | 45 | 46 | 91  | 45  |
| Matthew Savoie  | Ice de Winnipeg         | 65 | 35 | 55 | 90  | 32  |
| Jared Davidson  | Thunderbirds de Seattle | 64 | 42 | 47 | 89  | 68  |
| Cross Hanas     | Winterhawks de Portland | 63 | 26 | 60 | 86  | 73  |
| Alex Swetlikoff | Silvertips d'Everett    | 68 | 33 | 51 | 84  | 69  |

### Meilleurs gardiens
| Nom             | Équipe               | PJ | Min   | V  | D | DP | DF | Bl | Moy  | %Arr |
| --------------- | -------------------- | -- | ----- | -- | - | -- | -- | -- | ---- | ---- |
| Daniel Hauser   | Ice de Winnipeg      | 40 | 2 344 | 34 | 3 | 1  | 0  | 8  | 2    | 91,4 |
| Dylan Garand    | Blazers de Kamloops  | 45 | 2 689 | 34 | 9 | 1  | 0  | 4  | 2,16 | 92,5 |
| Sebastian Cossa | Oil Kings d'Edmonton | 46 | 2 631 | 33 | 9 | 2  | 1  | 6  | 2,28 | 91,3 |
| Gage Alexander  | Ice de Winnipeg      | 29 | 1 703 | 18 | 7 | 2  | 2  | 2  | 2,40 | 91,1 |
| Connor Ungar    | Rebels de Red Deer   | 34 | 1 900 | 21 | 9 | 1  | 0  | 1  | 2,43 | 91,1 |

## Séries éliminatoires
|  | Huitièmes de finale      | Huitièmes de finale      | Huitièmes de finale     | Huitièmes de finale     |                         |                         | Quarts de finale | Quarts de finale | Quarts de finale | Quarts de finale |  |  | Demi-finales | Demi-finales | Demi-finales | Demi-finales |  |  | Finale | Finale | Finale | Finale |
|  |                          |                          |                         |                         |                         |                         |                  |                  |                  |                  |  |  |              |              |              |              |  |  |        |        |        |        |
|  |                          |                          |                         |                         |                         |                         |                  |                  |                  |                  |  |  |              |              |              |              |  |  |        |        |        |        |
|  | Ice de Winnipeg          | Ice de Winnipeg          | 4                       | 4                       |                         |                         |                  |                  |                  |                  |  |  |              |              |              |              |  |  |        |        |        |        |
|  | Ice de Winnipeg          | Ice de Winnipeg          | 4                       | 4                       |                         |                         |                  |                  |                  |                  |  |  |              |              |              |              |  |  |        |        |        |        |
|  | Raiders de Prince Albert | Raiders de Prince Albert | 1                       | 1                       |                         |                         |                  |                  |                  |                  |  |  |              |              |              |              |  |  |        |        |        |        |
|  | Raiders de Prince Albert | Raiders de Prince Albert | 1                       | 1                       | Ice de Winnipeg         | Ice de Winnipeg         | 4                | 4                |                  |                  |  |  |              |              |              |              |  |  |        |        |        |        |
|  |                          |                          |                         |                         | Ice de Winnipeg         | Ice de Winnipeg         | 4                | 4                |                  |                  |  |  |              |              |              |              |  |  |        |        |        |        |
|  |                          |                          | Warriors de Moose Jaw   | Warriors de Moose Jaw   | 1                       | 1                       |                  |                  |                  |                  |  |  |              |              |              |              |  |  |        |        |        |        |
|  | Warriors de Moose Jaw    | Warriors de Moose Jaw    | Warriors de Moose Jaw   | Warriors de Moose Jaw   | 1                       | 1                       | 4                | 4                |                  |                  |  |  |              |              |              |              |  |  |        |        |        |        |
|  | Warriors de Moose Jaw    | Warriors de Moose Jaw    |                         |                         |                         |                         |                  | 4                |                  |                  |  |  |              |              |              |              |  |  |        |        |        |        |
|  | Blades de Saskatoon      | Blades de Saskatoon      | 1                       | 1                       |                         |                         |                  |                  |                  |                  |  |  |              |              |              |              |  |  |        |        |        |        |
|  | Blades de Saskatoon      | Blades de Saskatoon      | 1                       | 1                       | Ice de Winnipeg         | Ice de Winnipeg         | 1                | 1                |                  |                  |  |  |              |              |              |              |  |  |        |        |        |        |
|  |                          |                          |                         |                         | Ice de Winnipeg         | Ice de Winnipeg         | 1                | 1                |                  |                  |  |  |              |              |              |              |  |  |        |        |        |        |
|  |                          |                          | Oil Kings d'Edmonton    | Oil Kings d'Edmonton    | 4                       | 4                       |                  |                  |                  |                  |  |  |              |              |              |              |  |  |        |        |        |        |
|  | Oil Kings d'Edmonton     | Oil Kings d'Edmonton     | Oil Kings d'Edmonton    | Oil Kings d'Edmonton    | 4                       | 4                       | 4                | 4                |                  |                  |  |  |              |              |              |              |  |  |        |        |        |        |
|  | Oil Kings d'Edmonton     | Oil Kings d'Edmonton     |                         |                         |                         |                         |                  | 4                |                  |                  |  |  |              |              |              |              |  |  |        |        |        |        |
|  | Hurricanes de Lethbridge | Hurricanes de Lethbridge | 0                       | 0                       |                         |                         |                  |                  |                  |                  |  |  |              |              |              |              |  |  |        |        |        |        |
|  | Hurricanes de Lethbridge | Hurricanes de Lethbridge | 0                       | 0                       | Oil Kings d'Edmonton    | Oil Kings d'Edmonton    | 4                | 4                |                  |                  |  |  |              |              |              |              |  |  |        |        |        |        |
|  |                          |                          |                         |                         | Oil Kings d'Edmonton    | Oil Kings d'Edmonton    | 4                | 4                |                  |                  |  |  |              |              |              |              |  |  |        |        |        |        |
|  |                          |                          | Rebels de Red Deer      | Rebels de Red Deer      | 0                       | 0                       |                  |                  |                  |                  |  |  |              |              |              |              |  |  |        |        |        |        |
|  | Rebels de Red Deer       | Rebels de Red Deer       | Rebels de Red Deer      | Rebels de Red Deer      | 0                       | 0                       | 4                | 4                |                  |                  |  |  |              |              |              |              |  |  |        |        |        |        |
|  | Rebels de Red Deer       | Rebels de Red Deer       |                         |                         |                         |                         |                  | 4                |                  |                  |  |  |              |              |              |              |  |  |        |        |        |        |
|  | Wheat Kings de Brandon   | Wheat Kings de Brandon   | 2                       | 2                       |                         |                         |                  |                  |                  |                  |  |  |              |              |              |              |  |  |        |        |        |        |
|  | Wheat Kings de Brandon   | Wheat Kings de Brandon   | 2                       | 2                       | Oil Kings d'Edmonton    | Oil Kings d'Edmonton    | 4                | 4                |                  |                  |  |  |              |              |              |              |  |  |        |        |        |        |
|  |                          |                          |                         |                         | Oil Kings d'Edmonton    | Oil Kings d'Edmonton    | 4                | 4                |                  |                  |  |  |              |              |              |              |  |  |        |        |        |        |
|  |                          |                          | Thunderbirds de Seattle | Thunderbirds de Seattle | 2                       | 2                       |                  |                  |                  |                  |  |  |              |              |              |              |  |  |        |        |        |        |
|  | Silvertips d'Everett     | Silvertips d'Everett     | Thunderbirds de Seattle | Thunderbirds de Seattle | 2                       | 2                       | 2                | 2                |                  |                  |  |  |              |              |              |              |  |  |        |        |        |        |
|  | Silvertips d'Everett     | Silvertips d'Everett     |                         |                         |                         |                         |                  | 2                |                  |                  |  |  |              |              |              |              |  |  |        |        |        |        |
|  | Giants de Vancouver      | Giants de Vancouver      | 4                       | 4                       |                         |                         |                  |                  |                  |                  |  |  |              |              |              |              |  |  |        |        |        |        |
|  | Giants de Vancouver      | Giants de Vancouver      | 4                       | 4                       | Blazers de Kamloops     | Blazers de Kamloops     | 4                | 4                |                  |                  |  |  |              |              |              |              |  |  |        |        |        |        |
|  |                          |                          |                         |                         | Blazers de Kamloops     | Blazers de Kamloops     | 4                | 4                |                  |                  |  |  |              |              |              |              |  |  |        |        |        |        |
|  |                          |                          | Giants de Vancouver     | Giants de Vancouver     | 2                       | 2                       |                  |                  |                  |                  |  |  |              |              |              |              |  |  |        |        |        |        |
|  | Thunderbirds de Seattle  | Thunderbirds de Seattle  | Giants de Vancouver     | Giants de Vancouver     | 2                       | 2                       | 4                | 4                |                  |                  |  |  |              |              |              |              |  |  |        |        |        |        |
|  | Thunderbirds de Seattle  | Thunderbirds de Seattle  |                         |                         |                         |                         |                  | 4                |                  |                  |  |  |              |              |              |              |  |  |        |        |        |        |
|  | Rockets de Kelowna       | Rockets de Kelowna       | 1                       | 1                       |                         |                         |                  |                  |                  |                  |  |  |              |              |              |              |  |  |        |        |        |        |
|  | Rockets de Kelowna       | Rockets de Kelowna       | 1                       | 1                       | Blazers de Kamloops     | Blazers de Kamloops     | 3                | 3                |                  |                  |  |  |              |              |              |              |  |  |        |        |        |        |
|  |                          |                          |                         |                         | Blazers de Kamloops     | Blazers de Kamloops     | 3                | 3                |                  |                  |  |  |              |              |              |              |  |  |        |        |        |        |
|  |                          |                          | Thunderbirds de Seattle | Thunderbirds de Seattle | 4                       | 4                       |                  |                  |                  |                  |  |  |              |              |              |              |  |  |        |        |        |        |
|  | Blazers de Kamloops      | Blazers de Kamloops      | Thunderbirds de Seattle | Thunderbirds de Seattle | 4                       | 4                       | 4                | 4                |                  |                  |  |  |              |              |              |              |  |  |        |        |        |        |
|  | Blazers de Kamloops      | Blazers de Kamloops      |                         |                         |                         |                         |                  | 4                |                  |                  |  |  |              |              |              |              |  |  |        |        |        |        |
|  | Chiefs de Spokane        | Chiefs de Spokane        | 0                       | 0                       |                         |                         |                  |                  |                  |                  |  |  |              |              |              |              |  |  |        |        |        |        |
|  | Chiefs de Spokane        | Chiefs de Spokane        | 0                       | 0                       | Winterhawks de Portland | Winterhawks de Portland | 3                | 3                |                  |                  |  |  |              |              |              |              |  |  |        |        |        |        |
|  |                          |                          |                         |                         | Winterhawks de Portland | Winterhawks de Portland | 3                | 3                |                  |                  |  |  |              |              |              |              |  |  |        |        |        |        |
|  |                          |                          | Thunderbirds de Seattle | Thunderbirds de Seattle | 4                       | 4                       |                  |                  |                  |                  |  |  |              |              |              |              |  |  |        |        |        |        |
|  | Winterhawks de Portland  | Winterhawks de Portland  | Thunderbirds de Seattle | Thunderbirds de Seattle | 4                       | 4                       | 4                | 4                |                  |                  |  |  |              |              |              |              |  |  |        |        |        |        |
|  | Winterhawks de Portland  | Winterhawks de Portland  |                         |                         |                         |                         |                  | 4                |                  |                  |  |  |              |              |              |              |  |  |        |        |        |        |
|  | Cougars de Prince George | Cougars de Prince George | 0                       | 0                       |                         |                         |                  |                  |                  |                  |  |  |              |              |              |              |  |  |        |        |        |        |
|  | Cougars de Prince George | Cougars de Prince George | 0                       | 0                       |                         |                         |                  |                  |                  |                  |  |  |              |              |              |              |  |  |        |        |        |        |
|  |                          |                          |                         |                         |                         |                         |                  |                  |                  |                  |  |  |              |              |              |              |  |  |        |        |        |        |

## Récompenses
- Trophée Scotty-Munro, remis au champion de la saison régulière  : Ice de Winnipeg
- Trophée commémoratif des quatre Broncos, remis au meilleur joueur : Logan Stankoven (Blazers de Kamloops)[3]
- Trophée Daryl-K.-(Doc)-Seaman, remis au meilleur joueur étudiant : Connor Levis (Blazers de Kamloops)[3]
- Trophée Bob-Clarke, remis au meilleur pointeur :  Arshdeep Bains (Rebels de Red Deer)[3]
- Trophée Brad-Hornung, remis au joueur ayant le meilleur esprit sportif : Logan Stankoven (Blazers de Kamloops)[3]
- Trophée commémoratif Bill-Hunter, remis au meilleur défenseur : Olen Zellweger (Silvertips d'Everett)[3]
- Trophée Jim-Piggott, remis à la meilleure recrue : Brayden Yager (Warriors de Moose Jaw)[3]
- Trophée Del-Wilson, remis au meilleur gardien : Dylan Garand (Blazers de Kamloops)[3]
- Trophée Dunc-McCallum, remis au meilleur entraîneur : James Patrick (Ice de Winnipeg)[3]
- Trophée Lloyd-Saunders, remis au membre exécutif de l'année : Matt Cockell (Ice de Winnipeg)[3]
- Trophée Allen-Paradice, remis au meilleur arbitre : Chris Crich[3]
- Trophée St. Clair Group, remis au meilleur membre des relations publique : Silvertips d'Everett[3]
- Trophée Doug-Wickenheiser, remis au joueur ayant démontré la meilleure implication auprès de sa communauté : Luke Prokop (Oil Kings d'Edmonton)[3]
- Trophée plus-moins de la WHL, remis au joueur ayant le meilleur ratio +/- : Nolan Orzeck (Ice de Winnipeg)[3]
- Trophée airBC, remis au meilleur joueur en série éliminatoire : Kaiden Guhle (Oil Kings d'Edmonton)[4]
- Alumni Achievement Awards :

### Équipes d'étoiles

#### Division Est
| Position       | Joueur           | Équipe                |
| -------------- | ---------------- | --------------------- |
| Gardien de but | Daniel Hauser    | Ice de Winnipeg       |
| Défenseur      | Carson Lambos    | Ice de Winnipeg       |
| Défenseur      | Denton Mateychuk | Warriors de Moose Jaw |
| Attaquant      | Connor Bedard    | Pats de Regina        |
| Attaquant      | Kyle Crnkovic    | Blades de Saskatoon   |
| Attaquant      | Matthew Savoie   | Ice de Winnipeg       |

#### Division Centrale
| Position       | Joueur             | Équipe               |
| -------------- | ------------------ | -------------------- |
| Gardien de but | Sebastian Cossa    | Oil Kings d'Edmonton |
| Défenseur      | Kaiden Guhle       | Oil Kings d'Edmonton |
| Défenseur      | Christoffer Sedoff | Rebels de Red Deer   |
| Attaquant      | Arshdeep Bains     | Rebels de Red Deer   |
| Attaquant      | Dylan Guenther     | Oil Kings d'Edmonton |
| Attaquant      | Ben King           | Rebels de Red Deer   |

#### Division B.C.
| Position       | Joueur          | Équipe              |
| -------------- | --------------- | ------------------- |
| Gardien de but | Dylan Garand    | Blazers de Kamloops |
| Défenseur      | Gannon Laroque  | Royals de Victoria  |
| Défenseur      | Jake Lee        | Rockets de Kelowna  |
| Attaquant      | Colton Dach     | Rockets de Kelowna  |
| Attaquant      | Bailey Peach    | Royals de Victoria  |
| Attaquant      | Logan Stankoven | Blazers de Kamloops |

#### Division U.S.
| Position       | Joueur             | Équipe                  |
| -------------- | ------------------ | ----------------------- |
| Gardien de but | Taylor Gauthier    | Winterhawks de Portland |
| Défenseur      | Clay Hanus         | Winterhawks de Portland |
| Défenseur      | Olen Zellweger     | Silvertips d'Everett    |
| Attaquant      | Jackson Berezowski | Silvertips d'Everett    |
| Attaquant      | Jared Davidson     | Thunderbirds de Seattle |
| Attaquant      | Cross Hanas        | Winterhawks de Portland |